# 小野田千代太郎
小野田 千代太郎（おのだ ちよたろう、1896年（明治29年）3月18日- 1944年（昭和19年）1月11日）は、日本の囲碁棋士。東京出身、方円社、日本棋院、棋正社などに所属、八段。院社対抗戦などで活躍し、強腕で鬼田強太郎の異名を取った。登山家としても著名。

## 経歴
東京京橋に金融業を営む父を持って生まれ、8歳頃から父が打っているのを見て碁を覚える。9歳の時には当時14歳の加藤信に七子で打ったといい、また本因坊秀栄、吉田菊子などに教えを受け、1907年12歳から方円社塾生となる。その後関星月発起で少年囲碁会が催された際に、坊門で2歳下の小岸壮二と対戦するが4連敗で先相先に打ち込まれ、次いで頭山満の計らいで数度の十番碁を打つが定先に打ち込まれた。囲碁同志会に参加していたが、これが解散すると方円社に復帰する。次いで少年囲棋会が作られると塾頭に推され、土屋一平(本因坊秀元の四男）には向先で二十番を打って2敗という成績を収める。正則中学卒業、、1912年「国民新聞敗退戦」で五人抜き。
1914年に方円社より初段を許される。英才として嘱望され、1920年に萬朝報東西選手勝継手合で4連勝など。25歳で五段、26歳で結婚。
1923年に坊社合同による中央棋院設立、その後の再分裂においては、碁会統一を進めるために喜多文子らと中央棋院に残り、小岸とともに『棋界新報』発行などに携わる。1924年の日本棋院設立後、雁金準一らとともに脱退して棋正社を設立、院社対抗戦に出場。28歳で六段。日本棋院との臨時手合にも出場するが、1928年に日本棋院に復帰し、棋正社との臨時手合に出場。1939年の大手合で七段昇段。1942年秋季、43年春季の大手合では2期連続全勝優勝を果たす。
本因坊戦では、第1期は六段級予選、第2期、第3期は七段級予選に出場。1943年10月に癌で入院、翌1月に死去。日本棋院より追贈八段。
少年時より好敵手小岸壮二は苦手とし、小岸が26歳で没するまでついに定先のままだった。門下に安田清六段。登山家としては、日本国内の名のある山々はほとんど踏破したという。

## 棋歴
- 院社対抗戦（1925年）4-6-2（白番×橋本宇太郎、先番○岩本薫、白番○福田正義、白番×篠原正美、白番×林有太郎、白番○村島誼紀、白番○瀬越憲作、白番×木谷實、白番×木谷、白番ジゴ木谷、白番ジゴ木谷、白番×木谷）
- 日本棋院対棋正社臨時碁手合 互先白番○岩本薫、先相先先番○野沢竹朝
- 大手合 優勝 1942年秋、43年春

## 著作
- 『囲碁高等戦術』誠文堂 1934年